# Ivo Ron
Ivo Norman Ron Viver (né le 16 janvier 1967 à Guayaquil en Équateur) est un joueur de football international équatorien, qui évoluait au poste de milieu de terrain.

## Biographie

### Carrière en sélection
Avec l'équipe d'Équateur, il joue 10 matchs (pour 3 buts inscrits) entre 1991 et 1995. 
Il figure notamment dans le groupe des sélectionnés lors des Copa América de 1991 et de 1995.

## Palmarès
Emelec
- Championnat d'Équateur (2) :
  - Champion : 1988 et 1994.